# Рошайд
Рошайд (нім. Roscheid) — громада в Німеччині, розташована в землі Рейнланд-Пфальц. Входить до складу району Бітбург-Прюм. Складова частина об'єднання громад Арцфельд.
Площа — 5,13 км2. Населення становить 57 ос. (станом на 31 грудня 2020).